# دستور اليمن
دستور اليمن هو الدستور أو القانون الذي يحدد نظام الحكم في اليمن، تم الاستفتاء عليه في 15 مايو و16 مايو من عام 1991م، وهو يعرف اليمن كدولة عربية إسلامية مستقلة ذات سيادة، وأن الإسلام دين الدولة ومصدر جميع التشريعات.
أجريت عليه تعديلات في فبراير 2001م لتمديد فترة رئيس الجمهورية إلى سبع سنوات وتمديد فترة مجلس النواب إلى 6 سنوات، وزيادة وتوسيع سلطة مجلس الشورى.
بسبب ثورة الشباب اليمنية كان من المتوقع أن يعيد الرئيس عبد ربه منصور هادي صياغة الدستور اليمني في الفترة 2012 - 2014م.

## مشروع دستور الوحدة
- في 30 ديسمبر 1981 م: تم الانتهاء من إعداد مشروع دستور الوحدة لدولة الجمهورية اليمنية، وأقرته اللجنة الدستورية المشتركة في جلستها الختامية للدورة الثالثة عشر، التي عقدتها اللجنة في مقر مكتب الوحدة بصنعاء عاصمة اليمن الموحد صباح يوم الأربعاءالموافق 30 ديسمبر 1981 م.[2]
- في 10 فبراير 1991 م: تم إقرار قانون إجراء الاستفتاء على دستور الوحدة اليمنية بتاريخ من قبل رئيس مجلس الوزراء حيدر أبو بكر العطاس و رئيس مجلس الرئاسة علي عبد الله صالح.[3]
- في 15 مايو / 16 مايو من عام 1991 م: تمت عملية الاستفتاء العام على دستور الجمهورية اليمنية.
- في 20 مايو 1991 م: اعلنت اللجنة العليا للاستفتاء النتائج على النحو الاتي:
  - بلغ عدد المسجلين في عموم الجمهورية 1,890,646 مستفتياً، وبلغ عدد الذين أدلوا بآرائهم خلال يومي 15 مايو و16 مايو 1,364,788 مستفتياً وبنسبة 72,2% من إجمالي المسجلين في جدول الاستفتاء.
  - صوت لصالح دستور الوحدة 1,371,247 مستفتياً وبنسبة 98,3%، وصوت ضد الدستور 20,409 مستفتياً وبنسبة 1,5% من إجمالي المستفتين وبلغت عدد الأوراق الباطلة من الناحية القانونية 3,132 وبنسبة 0,2% من الذين أدلوا بآرائهم.[4]

## التعديلات الدستورية
أدخلت على الدستور تعديلات في فترات زمنية متقاربة، لم تتعدَّ سبع سنوات، التعديل الأول تم إقراره في عام1994م، وفي فبراير 2001م تم إقرار التعديل الثاني.

### تعديلات 1994
التعديلات التي أدخلت على الدستور في عام1994م كانت لها أسباب تتصل بإزالة التناقض الذي كان موجوداً في الدستور، باعتبار أن صياغته تمت في فترة سابقة، وفي ظل ظروف وملابسات فترة ما قبل الوحدة، واختلاف التوجهات الفكرية والسياسية بين دولتي اليمن. وأيضا لاستيعاب التطورات السياسية التي ترتبت على حرب صيف عام 1994م، وفي مقدمتها انتهاء عملية التنازع على السلطة بين المؤتمر الشعبي العام والحزب الاشتراكي اليمني وقيادتيهما، وحاجة البلاد إلى التغيير في شكل رئاسة الجمهورية، من مجلس للرئاسة إلى ’’رئيس للجمهورية ونائبه’’، إضافة إلى تأكيد هوية البلاد السياسية والفكرية، وتحديد طبيعة التوجهات الاقتصادية للدولة، وإزالة التعارض الذي تضمنه الدستور في هذين الجانبين.

### تعديلات 2001
أما التعديلات الدستورية التي أقرت في 20 فبراير 2001م فكانت في إطار رغبة السلطة في إعادة صياغة بعض المواد لتتوافق مع حقيقة الواقع، لاسيما ما يتعلق باختصاصات رئيس الجمهورية، فبرغم من أن دستور عام 1990م وتعديلاته عام 1994م، تضمنا صلاحيات واسعة لرئيس الجمهورية جعلت النظام اليمني من الناحية الدستورية أقرب إلى النظام الرئاسي ، إلا أن صلاحيات الرئيس في الجوانب العملية كانت أكبر بكثير مما هي عليه في الصياغة الدستورية، ولهذا رغبت السلطة في إجراء تعديل الدستور لتحدث تقارب بين ما هو محدد في الدستور، وما هو قائم في الواقع العملي، وقضت بعض تلك التعديلات بتمديد فترة رئيس الجمهورية إلى سبع سنوات وتمديد فترة مجلس النواب إلى 6 سنوات .
تضمنت التعديلات الدستورية لعام 2001 م ما يلي :
1. تعديل صيغ المواد 10، 13، 61، 64 ،86 ،91,92 ،100، 107 ،111 ،143 ،156,159 من الدستور.
2. استبدال نص المادة 125 بثلاث مواد تتعلق بمجلس الشورى.
3. إلغاء المادتين 119- 158 من الدستور.
4. إضافة ثلاثة مواد جديدة تتعلق الأولى بحماية البيئة، والثانية بتمديد مدة الرئاسة إلى سبع سنوات، والمادة الثالثة بتمديد مدة مجلس النواب إلى ست سنوات.[6]

- اجريت في 20 فبراير 2001 م عملية استفتاء شعبي على التعديلات الدستورية بالتزامن مع أول انتخابات محلية تشهدها الجمهورية اليمنية، وكانت نتائجها كالتالي :
  - حيث وافق عليها 2,018,527 ناخباً وناخبة أي بنسبة 72,91%، ولم يوافق على التعديلات 588,780 ناخباً وناخبة أي بنسبة 21,27%، بينما كانت الأصوات الباطلة 161,280 صوتاً
  - إجمالي الناخبين الذين أدلوا بأصواتهم 2,768,587 ناخباً وناخبة، وبلغت عدد الأصوات الصحيحة 2,607,307 صوتاً.[7]

### دستور جديد
بسبب ثورة الشباب اليمنية من المتوقع أن يعيد الرئيس عبد ربه منصور هادي صياغة الدستور بعد الانتهاء من صياغته في مؤتمر الحوار الوطني اليمني.

## دستور 2015

### الفصل الأول

#### المادة 1
جمهورية اليمن الاتحادية دولة اتحادية، مدنية، ديمقراطية، عربية إسلامية، مستقلة ذات سيادة، تقوم على الإرادة الشعبية والمواطنة المتساوية، وسيادة القانون، وهي وحدة لا تتجزأ ولا يجوز التنازل عن أي جزء منها، واليمن جزء من الأمتين العربية والإسلامية.

#### المادة 2
الديانة الرسمية الإسلام دين الدولة، واللغة العربية لغتها الرسمية.

#### المادة 3
تولي الدولة الاهتمام باللغتين المهرية والسقطرية.

#### المادة 4
الشريعة الإسلامية مصدر التشريع، والاجتهاد في تقنين أحكام الشريعة مكفول حصراً للسلطة التشريعية.

#### المادة 5
الشعب مالك السلطة ومصدرها، يمارسها بشكل مباشر من خلال الاستفتاءات والانتخابات العامة، وبشكل غيرمباشر من خلال الهيئات التشريعية والتنفيذية والقضائية.

#### المادة 6
الشعب حُر في تقرير مكانته السياسية، وحُر في السعي السلمي إلى تحقيق نموه الاقتصادي والاجتماعيوالثقافي من خلال مؤسسات الحكم في كل مستوى، وفق أحكام هذا الدستور والمواثيق الدولية التي صادقت عليها اليمن.

#### المادة 7
1. الجنسية اليمنية أساس المواطنة وهي حق لكل من ولد لأب يمني أو لأم يمنية، وإسقاطها محظور.وينظم القانون حالات اكتساب الجنسية اليمنية وحالات سحبها. (شروط سحب الجنسية). (متطلبات الحصول على الجنسية).
2. ينتمي جميع المواطنين، مهما كان موطنهم الإقليمي، إلى جنسية وطنية واحدة.

## وصلات خارجية
- موقع اللجنة العليا للانتخابات والإستفتاء